# Białka Tatrzańska
Białka Tatrzańska is een plaats in het Poolse district Tatrzański, woiwodschap Klein-Polen. De plaats maakt deel uit van de gemeente Bukowina Tatrzańska en telt 2200 inwoners.